# Test Management Approach
Test Management Approach, gewoonlijk kortweg TMAP genoemd, is een testmethode voor software die ontwikkeld is door de Nederlandse tak van het IT-bedrijf Sogeti en geïntroduceerd in 1995.
TMap besteedt aandacht aan de volgende punten:
- Fasering: TMAP kent verschillende fasen waarin de testwerkzaamheden worden uitgevoerd. Het voorbereiden en specificeren van de testcases wordt gelijktijdig met het ontwerp- en ontwikkelwerk gedaan. Tegen de tijd dat een (deel)product dan eenmaal wordt opgeleverd hoeft het testen en goedkeuren niet veel tijd in beslag te nemen. De acceptatiecriteria en testcases zijn immers van tevoren vastgelegd. De gehanteerde fasen zijn:
  - planning en beheer, hier wordt het Master testplan geschreven en begonnen met de detailtestplannen.
  - voorbereiding
  - specificatie
  - uitvoering
  - evaluatie en afronding
- Organisatie: Er wordt een testorganisatie opgezet, met in elk geval een testmanager en testcoördinator en één of meerdere testers. Verder worden belanghebbenden bij het testen betrokken zoals gebruikers, beheerders, managers en analisten. Er wordt vastgelegd welke betrokkenen de uiteindelijke goedkeuring mogen geven.
- Toolbox: Dit zijn de technieken, checklists en andere middelen om het testen te begeleiden.
- Testomgeving: Bij het gebruik van TMAP is het essentieel dat de testomgeving dezelfde software, hardware en infrastructuur heeft zodat de testsituatie zoveel mogelijk op de werkelijkheid lijkt.

Tegenwoordig worden meerdere soorten TMAP onderscheiden:
- TMAP Quality for DevOps teams, de manier van hoogwaardige IT-levering voor de DevOps-cultuur, gepubliceerd in 2020.
- TMap HD (Human Driven), bedoeld voor Agile-softwareontwikkeling, gepubliceerd in 2014.
- TMap NEXT, voor de meer traditionele ontwikkelaanpak zoals de waterval methode, gepubliceerd in 2006.